# 千葉県道212号八日市場停車場線
千葉県道212号八日市場停車場線（ちばけんどう212ごう ようかいちばていしゃじょうせん）は千葉県匝瑳市のJR総武本線八日市場駅から、僅か100mほど先の国道126号と千葉県道16号佐原八日市場線が交差する「八日市場駅前」交差点までを結ぶ県道（一般県道）。

## 接続路線および起点終点
- 起点：八日市場駅前ロータリー（匝瑳市、信号なし）
- 終点：国道126号・千葉県道16号佐原八日市場線（匝瑳市、八日市場駅前交差点）